# Cassie Lee
Cassandra Arneill (geb. McIntosh) (* 10. November 1992 in Sydney, Australien als Cassandra McIntosh) ist eine australische Wrestlerin, die bis 2021 unter dem Ringnamen Peyton Royce bei WWE unter Vertrag stand und seit April 2018 in deren Raw-Brand agierte. Ihr größter Erfolg war der Gewinn der WWE Women’s Tag Team Championship zusammen mit Billie Kay.

## Privatleben
Cassandra Arneill ist in Sydney geboren. Sie lebte unter anderem in Melbourne und Calgary (Kanada), um mit Lance Storm zu trainieren. Vor ihrer Wrestling-Karriere war sie Tänzerin. Sie besuchte die Westfields Sports High School, genauso wie ihre langjährige Freundin Jessica McKay, mit der sie derzeit das Tag-Team The IInspiration bildet. Sie begann sich im Alter von neun Jahren für Wrestling zu interessieren und wurde dabei von Eddie Guerrero inspiriert, selbst Wrestlerin zu werden.
Seit 2019 ist sie mit Shawn Spears (Ronnie W. Arneill) verheiratet, der bei NXT unter Vertrag steht.

## Wrestling-Karriere

### Anfänge
Arneill debütierte im Jahre 2009 bei der Pro Wrestling Women’s Alliance (PWWA) als KC Cassidy und trat über die Jahre in der Independent-Szene bei zahlreichen Wrestling-Organisationen auf. In dieser Zeit wurde sie einmal PWA Women’s Champion und gewann auch den „Vera and Jenny Memorial Cup“.

### WWE (2015–2021)

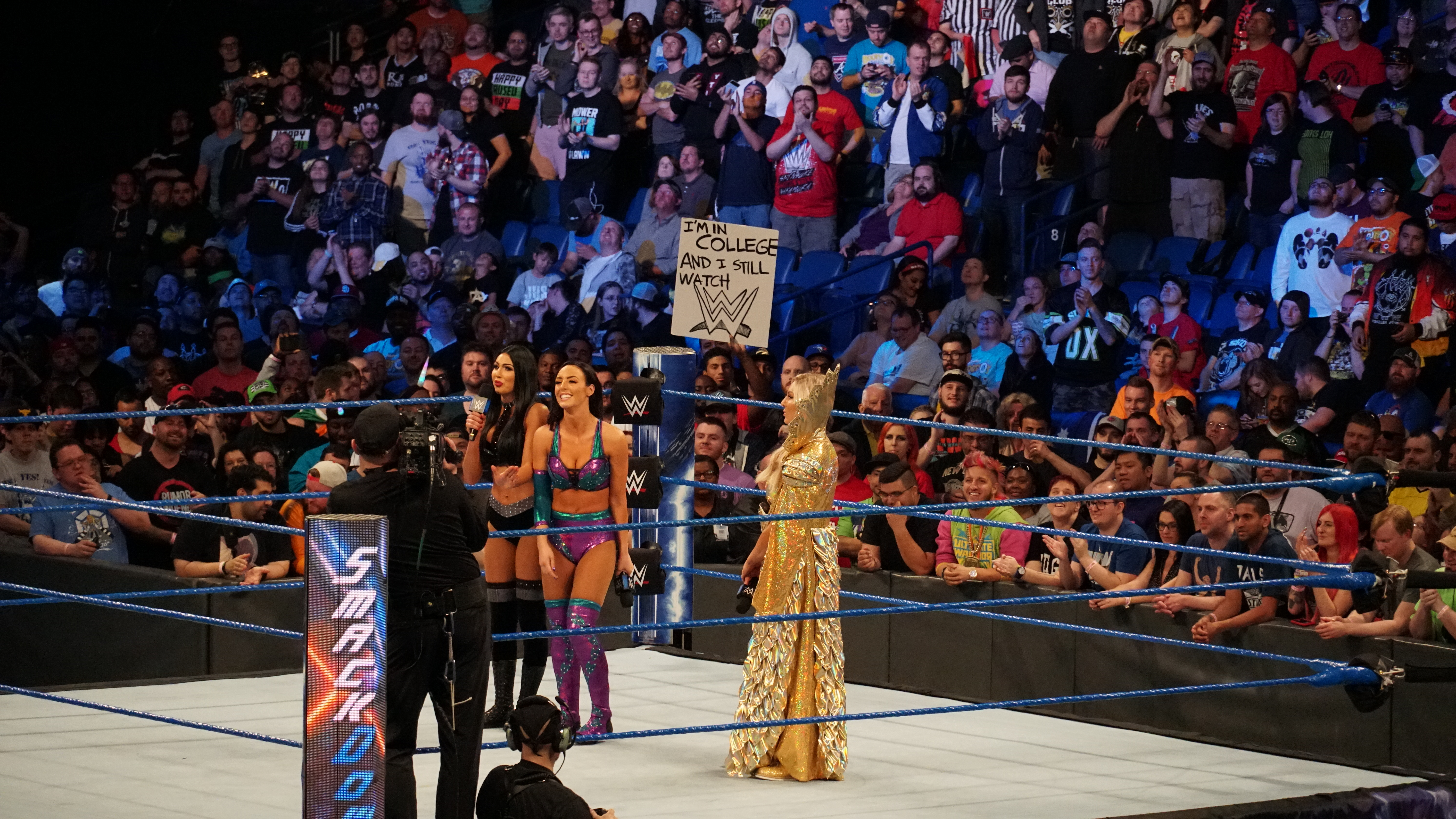
The IIconics, Kay und Royce, bei ihrem SmackDown-Debüt im April 2018.

Am 13. April 2015 gab World Wrestling Entertainment offiziell bekannt, dass McIntosh einen Vertrag unterzeichnet habe. Dort wurde sie ein Teil von NXT. Ihr Fernsehdebüt folgte bei der NXT-Ausgabe vom 15. Mai 2015, als sie unter ihrem Ringnamen KC Cassidy gegen die damalige NXT Women’s Championesse Sasha Banks verlor. Später trat sie unter dem Ringnamen Cassie an, ehe sie am 7. August 2015 den Ringnamen Peyton Royce erhielt. Im Oktober 2015 wurde sie die Tag Team-Partnerin von Billie Kay. Die beiden starteten eine Fehde gegen Liv Morgan und später gegen Asuka. Sie fehdeten mehrfach erfolglos um die NXT Women’s Championship.
Am 8. April 2018, bei WrestleMania 34, war sie Teil der ersten WrestleMania Women’s Battle Royal. Zwei Tage später stiegen sie und ihre Partnerin Billie Kay ins Hauptroster auf, indem sie bei SmackDown Live debütierten. Dabei attackierten sie WWE SmackDown Women’s Champion Charlotte Flair. Am selben Abend bekam ihr Tag Team offiziell den Namen The IIconics.
Bei WrestleMania 35 am 7. April 2019 gewann Royce ihren ersten WWE Titel, die WWE Women’s Tag Team Championship zusammen Billie Kay. Hierfür gewannen sie ein Fatal-4-Way-Tag Team-Match, an dem auch Nia Jax und Tamina, The Divas of Doom (Beth Phoenix und Natalya) sowie die damaligen Champions The Boss ’n‘ Hug Connection (Sasha Banks & Bayley) beteiligt waren. Diese Regentschaft hielt 120 Tage. Sie verloren die Titel am 5. August 2019 bei Raw an Alexa Bliss und Nikki Cross. Im Rahmen des WWE Drafts wechselte Royce am 15. Oktober 2019 von SmackDown zu Raw.
Am 31. August 2020 trennte die WWE das Tag Team mit Billie Kay. Am 15. April 2021 wurde sie von der WWE entlassen.

## Wrestling-Erfolge
World Wrestling Entertainment
- WWE Women’s Tag Team Championship (1× mit Billie Kay)

Melbourne City Wrestling
- Vera and Jenny Memorial Cup (2014)

Prairie Wrestling Alliance
- PWA Women’s Championship (1×)